# 鬚角鮟鱇科
鬚角鮟鱇科（學名：Linophrynidae）是輻鰭魚綱鮟鱇目的其中一科。

## 分類
鬚角鮟鱇科下分5個屬，如下：

### 無刺鮟鱇屬（Acentrophryne）
- 長絲無刺鮟鱇（Acentrophryne dolichonema）
- 長牙無刺鮟鱇（Acentrophryne longidens）

### 貪口樹鬚魚屬（Borophryne）
- 貪口樹鬚魚（Borophryne apogon）：又稱貪口鬚鮟鱇。

### 獨樹鬚魚屬（Haplophryne）
- 獨樹鬚魚（Haplophryne mollis）：又稱獨鬚鮟鱇。
- 皇獨樹鬚魚（Haplophryne triregium）：又稱皇獨鬚鮟鱇。

### 樹鬚魚(鬚鮟鱇)屬（Linophryne）
- 藻髯樹鬚魚（Linophryne algibarbata）：又稱藻髯鬚鮟鱇。
- 安氏樹鬚魚（Linophryne andersoni）：又稱安氏鬚鮟鱇。
- 樹鬚魚（Linophryne arborifera）：又稱新西蘭鬚鮟鱇。
- 阿氏樹鬚魚（Linophryne arcturi）：又稱阿氏鬚鮟鱇。
- 銀樹鬚魚（Linophryne argyresca）：又稱銀鬚鮟鱇。
- 雙角樹鬚魚（Linophryne bicornis）：又稱雙角鬚鮟鱇。
- 雙翼樹鬚魚（Linophryne bipennata）：又稱雙翼鬚鮟鱇。
- 短髭樹鬚魚（Linophryne brevibarbata）：又稱短髭鬚鮟鱇。
- 球狀樹鬚魚（Linophryne coronata）：又稱球狀鬚鮟鱇。
- 長杆樹鬚魚（Linophryne densiramus）：又稱長杆鬚鮟鱇。
- 趾杆樹鬚魚（Linophryne digitopogon）
- 夏威夷樹鬚魚（Linophryne escaramosa）：又稱夏威夷鬚鮟鱇。
- 印度鬚角鮟鱇（Linophryne indica）：又稱印度樹鬚魚。
- 燈籠樹鬚魚（Linophryne lucifer）：又稱燈籠鬚鮟鱇。
- 大齒樹鬚魚（Linophryne macrodon）：又稱大齒鬚鮟鱇。
- 馬德拉樹鬚魚（Linophryne maderensis）：又稱馬德拉鬚鮟鱇。
- 珀氏樹鬚魚（Linophryne parini）：又稱珀氏鬚鮟鱇。
- 羽髯樹鬚魚（Linophryne pennibarbata）：又稱羽髯鬚鮟鱇。
- 多鬚樹鬚魚（Linophryne polypogon）：又稱多鬚鬚鮟鱇。
- 五岐樹鬚魚（Linophryne quinqueramosa）：又稱五岐鬚鮟鱇。
- 莖樹鬚魚（Linophryne racemifera）：又稱莖鬚鮟鱇。
- 六線樹鬚魚（Linophryne sexfilis）：又稱六線鬚鮟鱇。
- 特氏樹鬚魚（Linophryne trewavasae）：又稱特氏鬚鮟鱇。

### 光棒鮟鱇屬（Photocorynus）
- 棘頭光棒鮟鱇（Photocorynus spiniceps）